# Pomocnia (powiat nowodworski)
Pomocnia – wieś sołecka w Polsce położona w województwie mazowieckim, w powiecie nowodworskim, w gminie Pomiechówek.
W latach 1975–1998 miejscowość należała administracyjnie do województwa warszawskiego.
Wieś zasiedlona częściowo przez osadników holenderskich, najprawdopodobniej w pierwszej połowie XIX wieku.
Wieś rzędowa i kolonijna, usytuowana po zachodniej stronie Wkry. Posadowiona częściowo na terenach zalewowych rzeki, częściowo powyżej.
Holenderski krajobraz kulturowy przekształcony, mało czytelny. Zachowany jeden obiekt właściwy dla osadnictwa holenderskiego.
We wsi znajduje się pole golfowe Lisia Polana.